# رابرت فونارو
رابرت فونارو (انگلیسی: Robert Funaro؛ زادهٔ ۲۳ ژانویهٔ ۱۹۵۹) هنرپیشه اهل ایالات متحده آمریکا است. وی از سال ۲۰۰۱ میلادی تاکنون مشغول فعالیت بوده‌است.
از فیلم‌ها یا برنامه‌های تلویزیونی که وی در آن نقش داشته‌است می‌توان به سوپرانوز، گانگستر آمریکایی، و نظم و قانون اشاره کرد.